# Vlasta Delimar
Vlasta Delimar (ur. 1956 w Zagrzebiu) – chorwacka artystka, autorka performansów, fotografka. 

## Życiorys
Studiowała historię sztuki oraz etnologię, skończyła Školę primijenjene umjetnosti i dizajna w Zagrzebiu w 1977 roku. Pierwszą pracę stworzyła w 1979 roku, a pierwszy performans wykonała w 1980 roku. Współpracowała z fotografem Željko Jermanem do 1983 roku. Rozpoczęła zajmowanie się fotografią w latach 80. XX wieku. Stworzyła ponad 60 performansów. Przewodniczyła organizacji My Country Štaglinec od 2005 do 2015 roku. 
Należy do stowarzyszenia Hrvatsko društvo likovnih umjetnika oraz zrzeszenia Hrvatska zajednica samostalnih umjetnika. 

## Nagrody
- Nagrada Sedam sekretara SKOJ-a(inne języki) (1986)[5][3]

## Twórczość
Tworzy m.in. performanse, akcje publiczne, instalacje, które mają prowokacyjny charakter oraz zbliżają się do kiczu i pornografii. Interesuje ją rola kobiety w rodzinie oraz tabu związane z ludzką seksualnością. Cielesność i seksualność postrzega jako podstawowy fakt swojej tożsamości. Jest jedną z najbardziej radykalnych chorwackich artystek wizualnych, często posługuje się nagością. Jej głównym środkiem wyrazu jest ludzkie ciało. Do swojej twórczości włącza także wątki autobiograficzne.

### Wybrane prace:
- Pokušaj poistovijećenja (pol. Próba utożsamienia, z Željko Jermanem)[1]
- Desymbolizacija (pol. Desymbolizacja, z Željko Jermanem, 1979)[1]
- Transformacija ličnosti (pol. Transformacja osobowości, 1980), performans[1]
- Žena nije ratnik (pol. Kobieta nie jest żołnierzem, 1982), projekt fotograficzny[1]
- Spanish fly (1985), performans[1]
- Draga Vlasta (pol. Droga Vlasto, 1985), performans[1]
- Vezana za drvo (pol. Przywiązana do drzewa, 1985), performans[1]
- Jebanje je tužno (pol. Pieprzenie jest smutne, 1986), performans[1]
- Tražim ženu (pol. Szukam żony, 1995–1999), cykl performansów[1]
- Razgovor s ratnikom ili žena je nestala (pol. Rozmowa z żołnierzem albo kobieta zniknęła, 1999–2001), performans[1]
- Książątko (z Milanem Božiciem, 2002), performans[1]
- Šetnja kao Lady Godiva (pol. Spacer jako Lady Godiva, 2002), performans[1]